# Saint-André-de-l'Épine
Saint-André-de-l'Épine è un comune francese di 544 abitanti situato nel dipartimento della Manica nella regione della Normandia.

## Società

### Evoluzione demografica
Abitanti censiti